# Municipio de Convis
El municipio de Convis (en inglés: Convis Township) es un municipio ubicado en el condado de Calhoun en el estado estadounidense de Míchigan. En el año 2010 tenía una población de 1636 habitantes y una densidad poblacional de 17,31 personas por km².

## Geografía
El municipio de Convis se encuentra ubicado en las coordenadas 42°22′57″N 84°59′53″O / 42.38250, -84.99806. Según la Oficina del Censo de los Estados Unidos, el municipio tiene una superficie total de 94.49 km², de la cual 91,61 km² corresponden a tierra firme y (3,05 %) 2,88 km² es agua.

## Demografía
Según el censo de 2010, había 1636 personas residiendo en el municipio de Convis. La densidad de población era de 17,31 hab./km². De los 1636 habitantes, el municipio de Convis estaba compuesto por el 96,88 % blancos, el 0,24 % eran afroamericanos, el 0,49 % eran amerindios, el 0,18 % eran asiáticos, el 1,04 % eran de otras razas y el 1,16 % eran de una mezcla de razas. Del total de la población el 2,69 % eran hispanos o latinos de cualquier raza.